# Veľké Dravce
Veľké Dravce (maďarsky Nagydaróc) jsou slovenská obec v okrese Lučenec, v kraji Banskobystrickém. Žije zde 698 obyvatel. Její obyvatelé jsou převážně Maďaři.
Nachází se zde samoobsluha, pošta a zemědělské statky. V této obci se narodila herečka Květa Fialová.

## Historie
První písemná zmínka pochází z roku 1246, kdy je obec nazývána terra Draus.

## Památky
- Barokní římskokatolický kostel svatého Galluse z 18. století.
- Kaštel z roku 1821.

## Osobnosti
- Květa Fialová (1929–2017), česká herečka